# Daniel Bendix Christensen
Daniel Bendix Christensen (født 27. september 1987 i Tokyo) er en dansk atlet. Han er medlem af Aarhus 1900.
Bendix Christensen repræsenterede Danmark på 4 x 400 meter ved junior-VM i 2006. I 2008 løb han i begge stafethold i Europa cuppen. Han skulle have deltaget ved EM-U23 2009, hvis ikke et maveonde pådraget under Universiaden ugen inden havde forhindret det. Han er udtaget til EM i Barcelona 2010 på 4 x 400 meter.
Bendix Christensen, som har dansk far og japansk mor, er født i Japan og har boet i Nebraska, USA siden han var fem år gammel, men har altid haft dansk pas men taler ikke dansk. Sommeren 2010 færdiggjorde han sine studier ved University of Nebraska, hvor han læste international business.
Daniel Bendix Christensens far Thomas Bendix Christensen (født 1962) var fodboldspiller på Randers Frejas 2. divisionshold (næstbedste række dengang) og har også spillede en enkelt sæson for Viborg. Han spillede 1978 tre juniorlandskampe og scorede et mål.